# قرار مجلس الأمن التابع للأمم المتحدة رقم 1743
قرار مجلس الأمن التابع للأمم المتحدة رقم 1743، المتخذ بالإجماع في 15 فبراير 2007.

## القرار
اعتمد القرار 1743 (2007) بموجب الفصل السابع من ميثاق الأمم المتحدة، وطلب المجلس أن تواصل البعثة عملياتها المتزايدة دعما للشرطة الوطنية الهايتية ضد العصابات المسلحة، ولا سيما في بورت أو برانس. كما أكد من جديد تفويض بعثة الأمم المتحدة لتحقيق الاستقرار في هايتي لتقديم الدعم العملياتي لخفر السواحل الهايتي.
وبموجب أحكام القرار، دعا المجلس البعثة إلى دعم العملية الدستورية والسياسية الجارية في هايتي وتعزيز الحوار الشامل والمصالحة الوطنية. وطلب من البعثة أن تواصل تنفيذ مشاريع الأثر السريع وأن تسرع في هذا السياق بإعادة توجيه موارد نزع السلاح والتسريح وإعادة الإدماج نحو برنامج شامل للحد من العنف المجتمعي.
وأعرب المجلس عن استيائه وإدانته بأشد العبارات أي هجوم ضد أفراد من بعثة الأمم المتحدة لتحقيق الاستقرار في هايتي، وطالب بعدم توجيه أي أعمال عنف أو ترهيب ضد موظفي الأمم المتحدة والأفراد المرتبطين بها والمنظمات الدولية والإنسانية الأخرى. كما أدان المجلس بشدة الانتهاكات الجسيمة ضد الأطفال المتضررين من العنف المسلح، فضلا عن انتشار الاغتصاب وغيره من أشكال الاعتداء الجنسي على الفتيات.
وبعد تبني القرار، قال ممثل الصين إن المهمة المركزية لبعثة الأمم المتحدة لتحقيق الاستقرار في هايتي في المرحلة المقبلة هي مساعدة هايتي في انتقالها من حفظ السلام إلى بناء السلام. مع تلبية احتياجات الأمن والسلامة إلى حد كبير، كان لدى شعب هايتي طلب متزايد على تحسين ظروف المعيشة، وإعادة تنشيط عملية المصالحة، والتنمية الاقتصادية، والعدالة الاجتماعية، وسيادة القانون. لهذه الأسباب، اقترحت الصين، من بين أمور أخرى، تمديد الولاية لمدة ستة أشهر، وطلبت من الأمين العام إجراء تقييم للوضع المتغير والمخاطر الأمنية في هايتي، حتى يتمكن المجلس من صياغة إستراتيجية قابلة للتطبيق على المدى الطويل قبل تقرير التمديد التالي لولاية البعثة.

## روابط خارجية
- نص القرار في undocs.org